# بنجامين ر. مارش جونيور
بنجامين ر. مارش جونيور (بالإنجليزية: Benjamin R. Marsh, Jr.)‏ هو ضابط أمريكي، ولد في 11 أكتوبر 1916 في لانسنغ في الولايات المتحدة، وتوفي في 7 ديسمبر 1941 في بيرل هاربر في الولايات المتحدة.